# Plebejus parabellargus
Plebejus parabellargus är en fjärilsart som beskrevs av Ruggero Verity 1939. Plebejus parabellargus ingår i släktet Plebejus och familjen juvelvingar. Inga underarter finns listade i Catalogue of Life.